# 原アイルランド語
原アイルランド語 (げんアイルランドご、英語: Primitive Irish, Archaic Irish、アイルランド語: Gaeilge Ársa) は、ゲール語 (ゴイデル語) のうち知られている最古の形である。これは断片でのみ知られており、その大部分は人名で、おおよそ4世紀から7–8世紀にかけてアイルランドおよびグレートブリテン島西部で、オガム文字で石に刻まれたものである。

## 特徴
転写されたオガム碑文――これは /p/ にあたる文字を欠いている――は、原アイルランド語が形態論および屈折においてガリア語・ラテン語・古典ギリシア語・サンスクリットに類似することを示している。語頭子音変異、広子音と狭子音の区別、子音連結といった、現代 (および中世) アイルランド語の特徴の多くはいまだ現れていない。
アイルランドでは300を超えるオガム碑文が見つかっている。そのうち121はケリー県、81はコーク県である。またアイルランド島外ではブリテン島西部およびマン島で75を超え、うち40以上は3世紀にアイルランドの植民が定住したウェールズで見つかっており、また約30はスコットランドであるが、このうち若干数はピクト語による。ブリテンの碑文の多くはアイルランド語とラテン語の2言語併記であるが、キリスト教の教義およびキリスト教の碑文伝統による影響を示す徴候はいっさい見られない。そのためこれらはキリスト教がローマ帝国の公式な宗教となった391年以前に比定される。アイルランドの碑文のうち十数ほどだけがそのような徴候を示している。
オガム碑文の大多数は墓碑銘であり、属格におかれた死者の名前と、それに後続する MAQI, MAQQI「息子の」(現代アイルランド語 mic) と父の名前、もしくは AVI, AVVI「孫の」(現代アイルランド語 uí) と祖父の名前から構成されている：たとえば DALAGNI MAQI DALI「ダロスの息子ダラグノスの (石)」。ときに MAQQI MUCOI「部族の息子の」という句が部族への所属を示すのに用いられている。いくつかの碑文は境界標であるようである。

## 古アイルランド語への移行
6世紀以降に書かれた古アイルランド語は、広子音と狭子音、語頭子音変異、屈折語尾の喪失、非強勢音節の消失によってできた子音連結、ならびに p の文字の存在を含むいくつかの著しい母音・子音の変化という、アイルランド語の示差的特徴の大部分をもっている。
一例として、古アイルランドの王の一覧と年代記にその名を Mac Caírthinn Uí Enechglaiss と伝えられている5世紀のレンスター王が、彼が没した地の近くのオガム石に記念されている。ここから彼の名の後期原アイルランド語訳 (属格) が MAQI CAIRATINI AVI INEQUAGLASとわかる。同様に、古アイルランド語原典から知られる現在のケリー県にいた人々 Corcu Duibne (ドゥヴネの子孫) は、彼らの領域にある数々の石に DOVINIAS と記録されている。古アイルランド語 filed「詩人 (属格)」はオガム碑文では VELITAS として現れている。それぞれの例で原アイルランド語から古アイルランド語への発展は非強勢音節の消失といくつかの子音変化を示している。
歴史言語学によって跡づけられるこれらの変化は、言語の歴史においては特別のものではないが、アイルランド語では目立って急速に起こっているように見える。ジョン・T・コッホ (John T. Koch) によって与えられた理論によると、これらの変化はキリスト教への改宗とラテン語学習の導入に一致している。すべての言語はさまざまな使用域 (位相)、すなわち形式性の度合をもっており、そのもっとも形式度の高いもの、通常は学問および宗教のそれはゆるやかに変化していくのに対し、もっとも形式度の低いものはそれよりずっと急速に変化するものであるが、多くの場合において、形式度の高いほうが存在することによって、相互に理解不可能な諸方言へと発展していくことは妨げられる。コッホは、キリスト教以前のアイルランドでは原アイルランド語のもっともフォーマルな位相は、学問がある宗教階級、すなわちドルイドたちによって、彼らの儀式や教授に用いられてきたのだろうと論じている。キリスト教への改宗以後ドルイドたちは影響力を失い、フォーマルな原アイルランド語は、貴族による新たな上流階級のアイルランド語と、新たな知識階級であるキリスト教修道僧たちの言語であるラテン語に取って代わられた。アイルランド語の土着の形、すなわち上流階級によって話されていた通常のアイルランド語 (それまでは形式的な使用域の保守的影響によって「隠されていた」) が表面に現れ、急速に変化した印象を与えている。こうして新たな書記標準、古アイルランド語が根づいた。